# Hôtel de Florainville
L' Hôtel de Florainville  est un bâtiment situé à Bar-le-Duc, en France. Il sert de Cour d'Assise au département de la Meuse.

## Localisation
L'édifice est situé dans le département français de la Meuse, sur la place saint-Pierre de Bar-le-Duc.

## Historique
Le bâtiment était à son origine  construit au XVIIe siècle pour la famille de Florainville et il fut ensuite le siège de la municipalité en 1794 qui y logeait ensuite son musée. Il devint ensuite le siège du tribunal de grande instance avant d'être celui de la cour d'Assise.
L'hôtel est partiellement classé au titre des monuments historiques pour ces toitures et façades sur rue.
Il fut le lieu de réception de la future reine Marie Antoinette d'Autriche lors de son voyage depuis la frontière  vers le Roi.

## Architecture
Il est en pierre de Savonnières comme la majorité des hôtels de la place avec un toit d'ardoises à quatre pans. Sur la place sa façade est sur trois étages, chacun ayant son style particulier, un étage à l'attique avec des fenêtres cintrées sous le toit. Des balcons, avec garde corps en fer forgé, sur consoles avec cinq grandes fenêtres au premier et des fenêtres à meneaux du rez-de-chaussée où arrivent un grand escalier à double révolution.

### Inscriptions
Les blasons de France, du duc de Bar (d'azur semé de croisettes recroisetées au pied fiché d'or aux deux bars adossés du même brochant sur le tout) et de sa capitale (d'argent aux trois pensées tigées et feuillées au naturel) sont surmontés par la devise GESTA SONNANT ("Les hauts faits résonnent").
Sur la façade rue Cim est gravée l'inscription "Celuy qui n'aura voulu quand il aura pu ne pourra peut-estre pas quand il voudra ; 1640" 

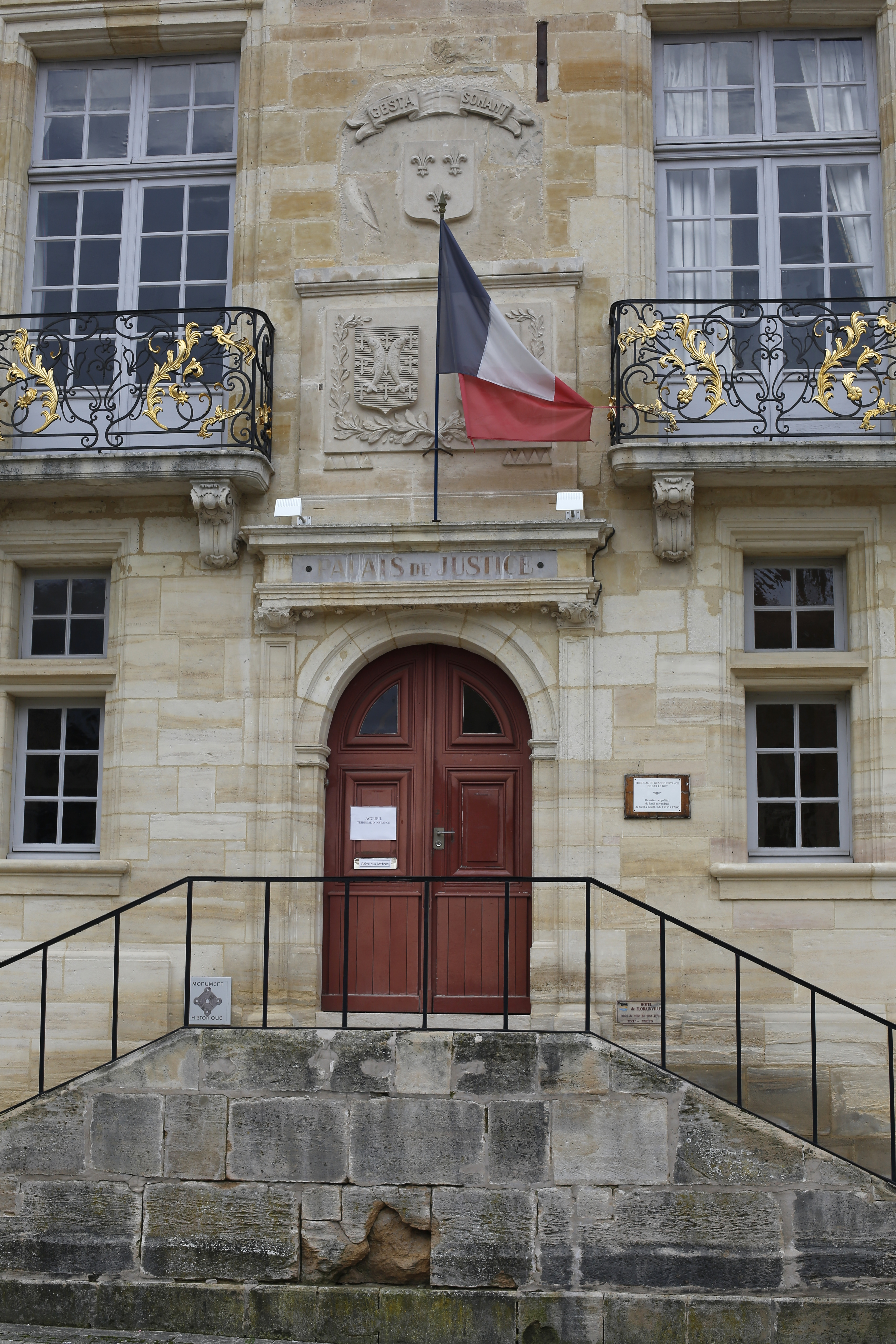
Entrée et blasons.
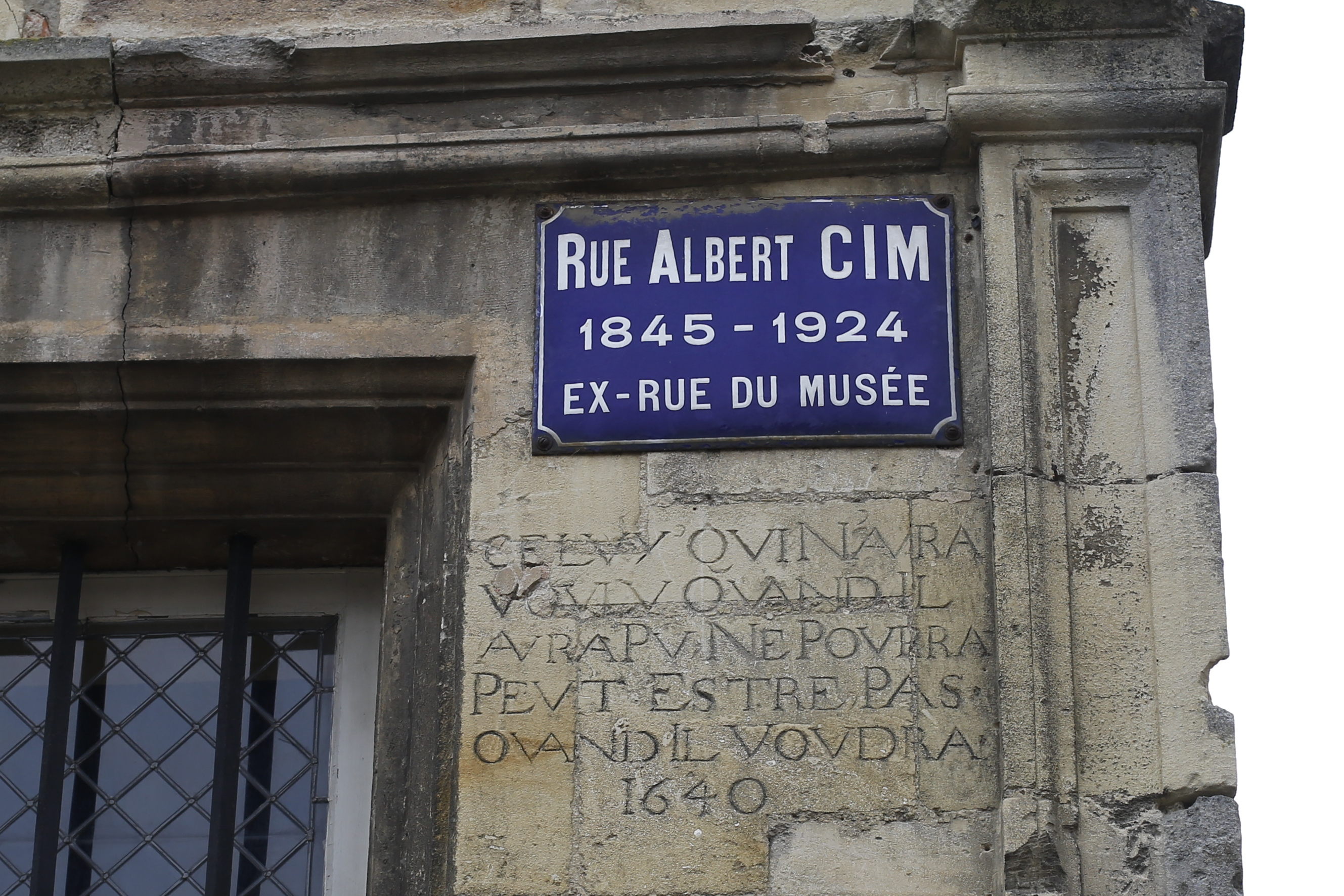
Inscription rue Cim.
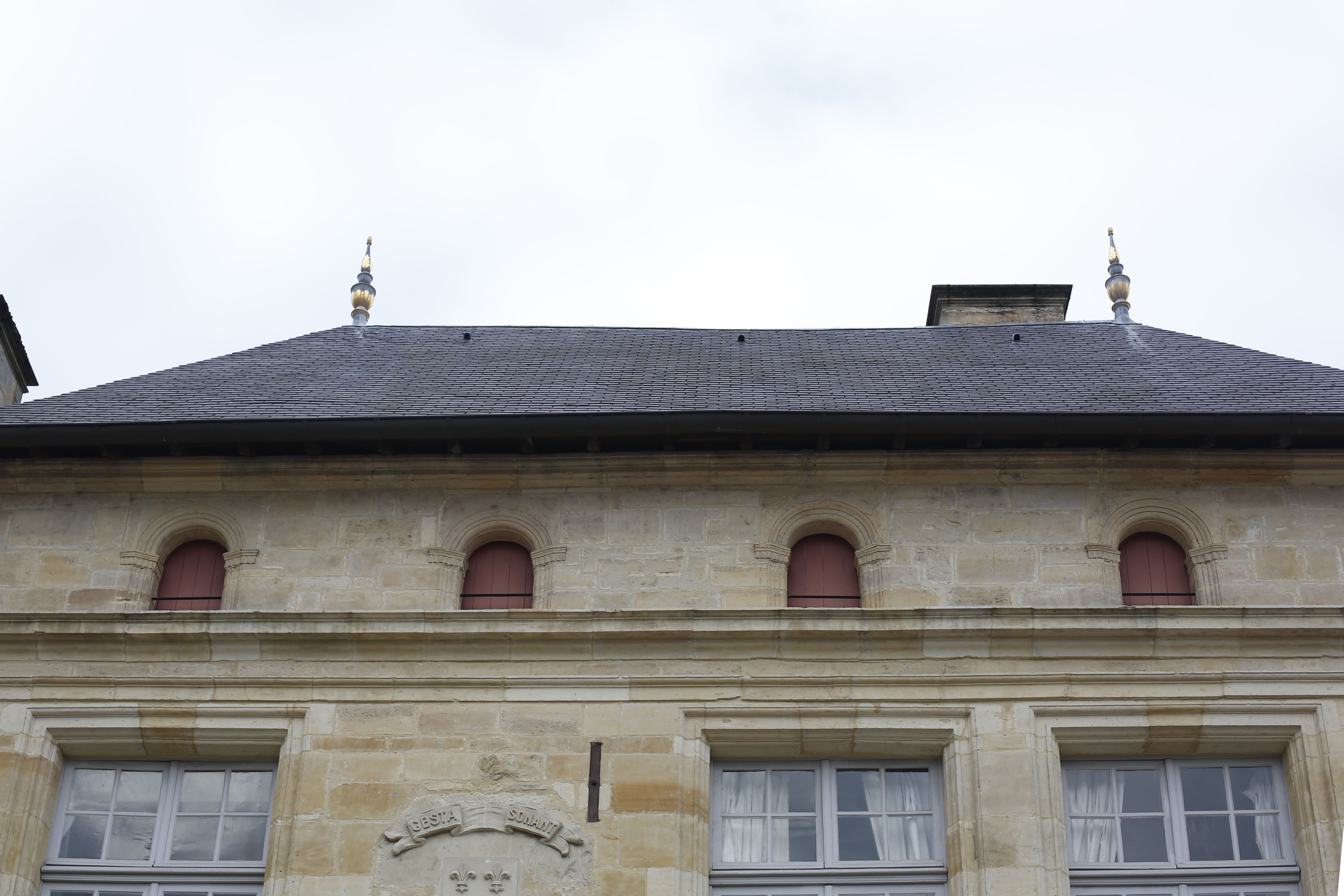
Fenêtres cintrées.